# Noturus baileyi
Noturus baileyi är en fiskart som beskrevs av Taylor, 1969. Noturus baileyi ingår i släktet Noturus och familjen Ictaluridae. IUCN kategoriserar arten globalt som akut hotad. Inga underarter finns listade i Catalogue of Life.